# Umeboshi

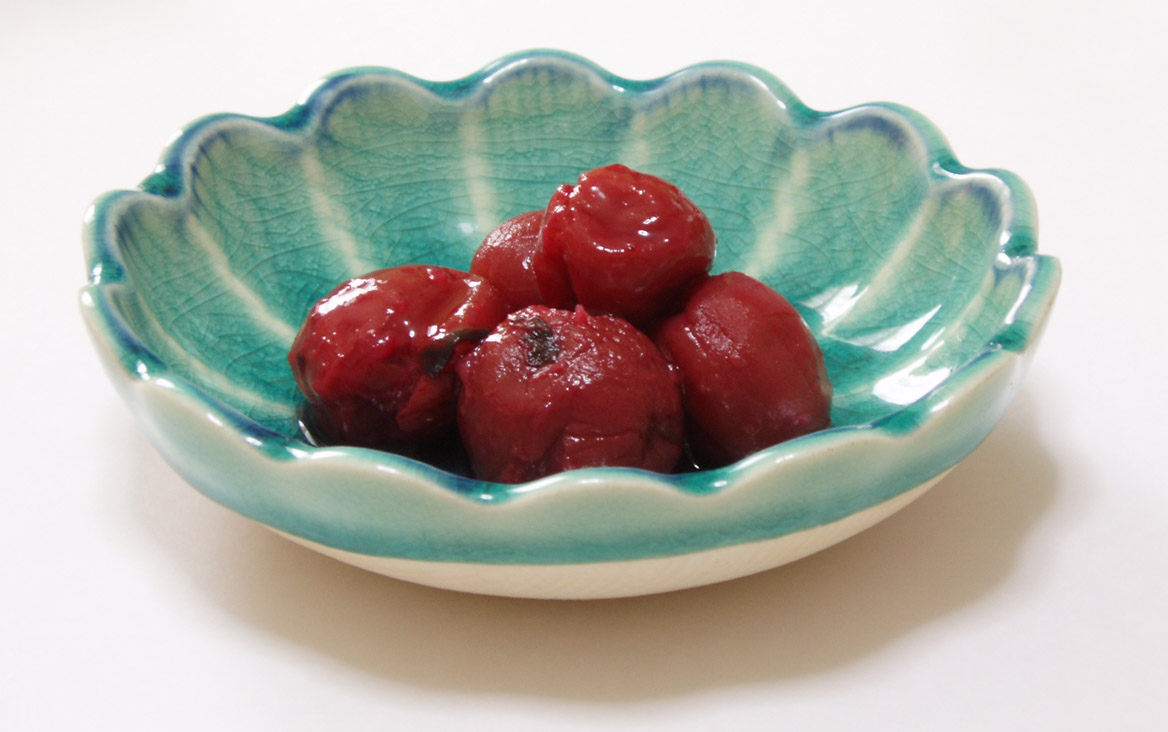
Umeboshi.

El umeboshi (梅干) es un plato tradicional japonés, un encurtido del ume (una variedad japonesa de ciruela) que se seca, se sala en barriles y se le pone un peso encima para exprimirle el jugo. El color natural del encurtido es marrón, pero se acostumbra a teñirlo de rojo usando una hierba llamada akajiso. Al umeboshi confeccionado industrialmente se le suele agregar también color artificial. El umeboshi es de forma esférica y su textura varía de lisa a muy rugosa. Tiene un sabor muy ácido y salado.
Los japoneses generalmente comen el umeboshi con arroz. Como parte del bentō (ración de comida sencilla preparada para llevar), comúnmente se pone un solo umeboshi en el centro del arroz para representar la bandera de Japón. El umeboshi también es un ingrediente común del onigiri (bolas de arroz envueltas en nori). El umeboshi es presuntamente bueno para la salud y se usa en Japón como medicina casera para curar el resfriado común. También a veces se le agrega al shōchū (bebida alcohólica japonesa, comúnmente destilada de cebada) para darle sabor.
Por su alto contenido en sal, el umeboshi se puede conservar por mucho tiempo.